# Mbaya

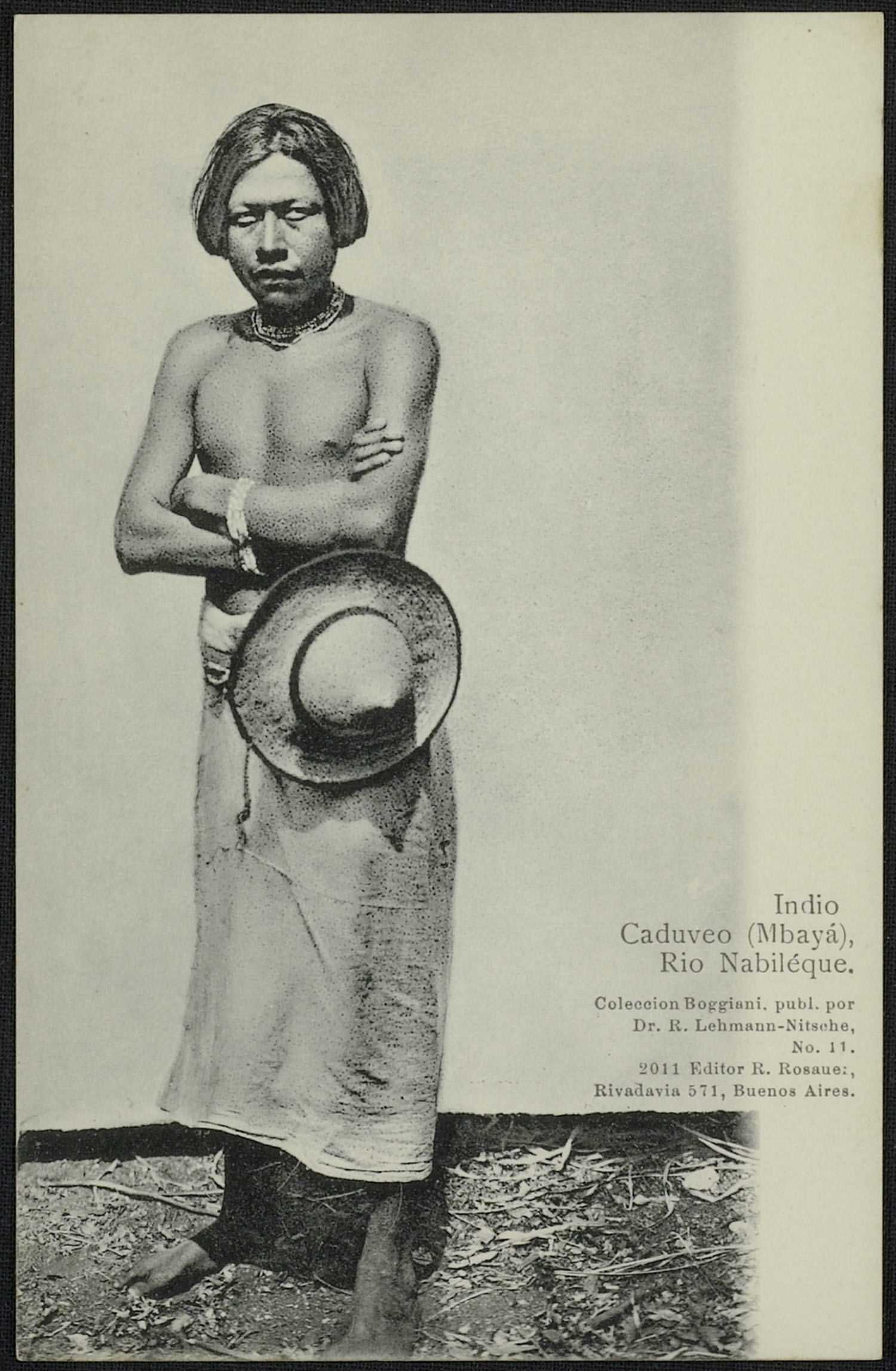
Les Mbaya

Les Mbaya sont des indiens appartenant à une tribu sud-américaine, et dont les descendants actuels sont les Caduveo du Brésil. 

## Le rapport au corps
Les Mbaya furent étudiés par l'ethnologue français Claude Lévi-Strauss dans Tristes Tropiques. Ces Indiens avaient un rapport particulier à leur corps. En effet, comme le remarque Lévi-Strauss, « les nobles faisaient étalage de leur rang par des peintures corporelles au pochoir ou des tatouages, qui étaient l'équivalent d'un blason. Ils s'épilaient complètement le visage, y compris les sourcils et les cils » . Le corps permettait d'objectiver la hiérarchie sociale existant au sein du groupe. Ces peintures possèdent donc une fonction sociologique. La société est divisée par cette structure sociologique. Comme l'écrit Lévi-Strauss, « il suffit de considérer le plan d'un village bororo (...) pour s'apercevoir qu'il est organisé à la façon d'un dessin caduveo » .
Les femmes, quant à elles se peignaient le visage voire leur corps tout entier. Levi-Strauss avait remarqué qu'en une décennie ces peintures n'avaient pas changé, contrairement aux divers objets peints. Il y vit donc la preuve de l'importance de ces peintures dans la culture indigène. En effet, ces peintures permettaient aux Mbaya de se distinguer de l'état de nature et de la brute. Celui qui décorait son corps en le peignant passait de la nature à la culture et devenait ainsi un homme civilisé.